# Ferdinand von Wolff-Metternich (homme politique, 1855)
Pour les articles homonymes, voir Wolff-Metternich.
Baron Ferdinand von Wolff-Metternich (né le 3 février 1855 à Benrath et mort le 12 juillet 1919 à Xanten) est un propriétaire terrien allemand, chef forestier et député du Reichstag.

## Biographie
Ferdinand von Wolff-Metternich étudie au lycée Augustinianum Gaesdonck (de), à l'académie de chevalerie rhénane de Bedburg et l'académie de foresterie royale prussienne d'Hannoversch Münden (de). Il est premier lieutenant de la réserve du 8e régiment de hussards (de) et récipiendaire de la distinction de service de la Landwehr de 2e classe. Entre 1904 et 1918, il est chef forestier à Morbach.
De 1903 à 1918, il est membre de la Chambre des représentants de Prusse et de 1903 à 1912, il est député du Reichstag pour la 2e circonscription de Trèves (Wittlich, Bernkastel) pour le Zentrum.